# Joyce Cary
Arthur Joyce Lunel Cary, noto semplicemente come Joyce Cary (Derry, 7 dicembre 1888 – Oxford, 29 marzo 1957), è stato uno scrittore irlandese vincitore del James Tait Black Memorial Prize nel 1941 con il romanzo A House of Children; è però ricordato soprattutto per Mister Johnson (1939) e The Horse's Mouth (1944).

## Biografia
Nacque a Derry (nota anche come Londonderry) - oggi la seconda città per grandezza dell'Irlanda del Nord - il 7 dicembre 1888, quando ancora tutta l'Irlanda faceva parte del Regno Unito. La sua famiglia possedeva diverse terre presso Donegal, poco distante da Derry, tuttavia le perse nel 1882, quando il Primo Ministro Gladstone, preoccupato per il crescente malcontento degli Irlandesi, diede ordine di espropriare le terre dei nobili meno abbienti; fu così che la sua famiglia, prima tanto unita, si disperse, pur tentando di conservare il proprio potere. Suo padre partì per l'America del Nord, dove visse servendo prima la cavalleria degli Stati Uniti, poi la Polizia a cavallo canadese; tornato in Patria di nuovo senza un lavoro, conobbe Charlotte Joyce, la figlia di un banchiere di Belfast, con la quale si sposò e dalla quale ebbe Arthur. Appena nato, i suoi genitori si trasferirono a Londra, portandolo con loro.
Trascorse la sua infanzia nella City, passando l'estate dalla nonna, rimasta in Irlanda. A questo periodo il futuro scrittore si rifece per scrivere Castle Corner e A House of Children; da questi due romanzi possiamo capire quanto si sentisse legato a quella terra, nonostante sapesse di dover trascorrere la sua vita in Inghilterra. La sua infanzia fu segnata dall'asma, tormento che si portò dietro per tutta la vita, e dalla miopia ad un occhio.
Si formò presso l'indipendent school di Clifton, poco lontano da Bristol. In questi anni, segnati dalla morte della madre, maturò in lui la convinzione di essere destinato a diventare un artista, così nel 1906 fece un viaggio a Parigi. Tornato in Patria, riprese gli studi artistici ad Edimburgo, rendendosi poi conto di non essere destinato alla Pittura. Furono gli anni delle prime esperienze letterarie: in questo periodo si espresse soprattutto in Poesia, senza però riuscire a sfondare. S'iscrisse quindi al Trinity College di Oxford, dove conobbe e strinse una sincera amicizia con John Middleton Murry, come lui futuro scrittore. I due fecero poi un viaggio a Parigi insieme, quindi si persero di vista quando Cary lasciò il College.
Nel 1912 partì come volontario della Croce Rossa per il Montenegro, mentre tra Ottomani e Lega Balcanica infuriava la guerra, conclusasi nel 1913. A questa esperienza si rifece per scrivere Memoir of the Bobotes, romanzo pubblicato postumo nel 1964. Nel 1913 tornò nel Regno Unito e per un breve periodo fu impegnato nella coordinazione delle cooperative agricole irlandesi; poi partì per l'Africa per combattere i Tedeschi, nemici durante la prima guerra mondiale, nella loro colonia del Camerun. Scrisse in proposito un racconto intitolato Umaru nel 1921. Vi rimase sino al 1916, poi di nuovo oltre la Manica, questa volta risolto ad intraprendere la carriera di scrittore, iniziata però solo nel 1920, una volta provveduto alle carenze finanziarie. All'inizio scrisse sotto lo pseudonimo di Thomas Joyce per la rivista statunitense The Saturday Evening Post, proponendo i racconti abbozzati in Africa.
Dopo essersi sposato con Gertrude Oglivie, conosciuta anni prima, si trasferì nuovamente ad Oxford, sulla Parks Road. Lì crebbero i suoi quattro figli. Furono gli anni d'oro della sua produzione: scrisse nel 1932 Aissa Saved, nel 1933 An American Visitor, nel 1936 The African Witch e nel 1939 Mister Johnson e Power in Men. S'impose come una delle icone del Modernismo, raggiungendo fama internazionale. George Orwell, di ritorno dalla Spagna, lo raccomandò al Liberal Book Club. Raggiunto l'apice del successo, però, iniziò un periodo di decadenza creativa, conclusosi felicemente nel 1941 con l'assegnazione per il romanzo A House of Children del prestigioso James Tait Black Memorial Prize, conferito a scrittori del calibro di Lawrence, de la Mare, Garnett, Forster, Graves e Huxley. Tra il 1941 e il 1944 scrisse The First Trilogy, pensata già negli anni trenta, poi conclusa con The Horse's Mouth. Un'altra sua opera, un pamphlet intitolato The Case For African Freedom, ottenne fama internazionale grazie all'interessamento di Orwell, che l'incluse nella sua raccolta Searchlight Books - progetto al quale parteciparono, tra gli altri, Sebastian Haffner, Stephen Spender e Olaf Stapledon. L'opera fu successivamente adattata per il Cinema dal regista britannico Thorold Dickinson.
Verso la fine degli anni quaranta lo scrittore fece lunghi viaggi attraverso Africa e India, quest'ultima visitata nel 1946 su proposta del regista Dickinson, intenzionato a girare un film al quale successivamente rinunciò. Rifacendosi al suo viaggio in Oriente, Cary scrisse il romanzo The Moonlight, pubblicato sempre nel '46, sulle difficoltà delle donne; quest'opera segna la fine degli anni d'oro della sua produzione letteraria. Scrisse nel 1949, anno della morte della moglie, un altro romanzo, A Fearful Joy, che non era però all'altezza dei precedenti. Si risolse quindi a raccogliere le proprie opere con l'aiuto dell'editore Michael Joseph.
Dopo un soggiorno negli States, collaborò alla transizione cinematografica di Mister Johnson. In questi anni gli fu offerto il titolo di Commendatore dell'Impero Britannico, che però rifiutò. Scrisse tra il 1952 e il 1955 The Second Trilogy, negli anni più critici per la sua salute: il suo fisico si stava logorando sia a livello neuronale sia a livello polmonare. La sua ultima opera fu il romanzo The Captive and the Free, pubblicato postumo nel 1959: si era infatti spento nella sua casa, ad Oxford, il 29 marzo 1957.

## Opere
- Aissa Saved (1932)
- An American Visitor (1933)
- The African Witch (1936)
- Castle Corner (1938)
- Mister Johnson (1939)
- Charley is My Darling (1940)
- A House of Children (1941)
- Herself Surprised (1941)
- The Case for African Freedom (1941)
- To Be a Pilgrim (1942)
- The Horse's Mouth (1944)
- Marching Soldier (1945)
- The Moonlight (1946)
- A Fearful Joy (1949)
- Prisoner of Grace (1952)
- Except the Lord (1953)
- Not Honour More (1955)
- Art and Reality (1958)
- The Captive and the Free (1959)
- Spring Song and other Stories (1960)
- Memoir of the Bobotes (1964)
- Selected Essays (1976), ed. Alan Bishop

## Film tratti da sue opere
- Give Me Your Heart
- Men of Two Worlds, regia di Thorold Dickinson (1946)
- Secret People
- La bocca della verità (The Horse's Mouth), regia di Ronald Neame (1958)
- Mister Johnson, regia di Bruce Beresford (1990)
- The Girls